# Aralia soratensis
Aralia soratensis är en araliaväxtart som beskrevs av Élie Marchal. Aralia soratensis ingår i släktet Aralia och familjen Araliaceae. Inga underarter finns listade.